# Iolanda de Courtenay
Iolanda de Courtenay (c. 1200 - 1233) foi uma rainha consorte da Hungria e segunda esposa do rei André II da Hungria. Ela era filha do conde Pedro II de Courtenay com sua segunda esposa Iolanda de Hainaut, a irmã de Balduíno I e Henrique I, os imperadores latinos de Constantinopla.

## Biografia
Seu casamento com André, cuja primeira esposa, Gertrudes, foi assassinada numa conspiração em 24 de setembro de 1213, foi arranjado pelo tio dela, Henrique I.
O casamento foi celebrado em fevereiro de 1215 em Székesfehérvár e o arcebispo João de Esztergom a coroou rainha consorte. Porém, Roberto, na época bispo de Veszprém, reclamou com o papa Inocêncio III por que a coroação de rainhas consortes na Hungria eram, até aquele momento, um privilégio tradicional de sua sé. O papa enviou um legado à Hungria para investigar o caso e confirmou o privilégio da sé de Veszprém.
Depois da morte do tio, em 11 de julho de 1216, André II tentou obter a coroa para si próprio, mas os barões do Império Latino proclamaram, ao invés disso, o pai dela como imperador. Iolanda manteve boas relações com os filhos do marido de seu primeiro casamento, mas seu marido sobreviveu a ela, que morreu por volta de 1233 e foi enterrada na Abadia de Igris dos monges brancos.

## Família
De seu casamento com André II da Hungria, Iolanda teve apenas uma filha conhecida, Iolanda de Courtenay (c. 1215–1251), que se casou com o rei Jaime I de Aragão e passou a ser conhecida como "Violante da Hungria".